# White Rock (poule)
Pour les articles homonymes, voir White Rock.
La poule White Rock est une poule métis « hybride F1 » utilisée par la majorité des producteurs de poulets de chair.
La race est issue du croisement de deux races : femelle Plymouth et mâle Combattant indien.
Les White Rocks sont vite devenus très populaires en raison de leur croissance exceptionnelle.